# Henri Zondervan

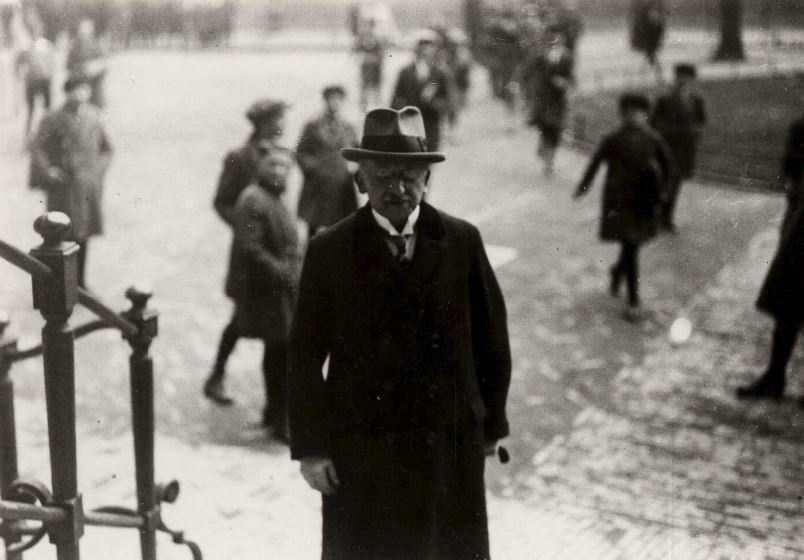
Henri Zondervan

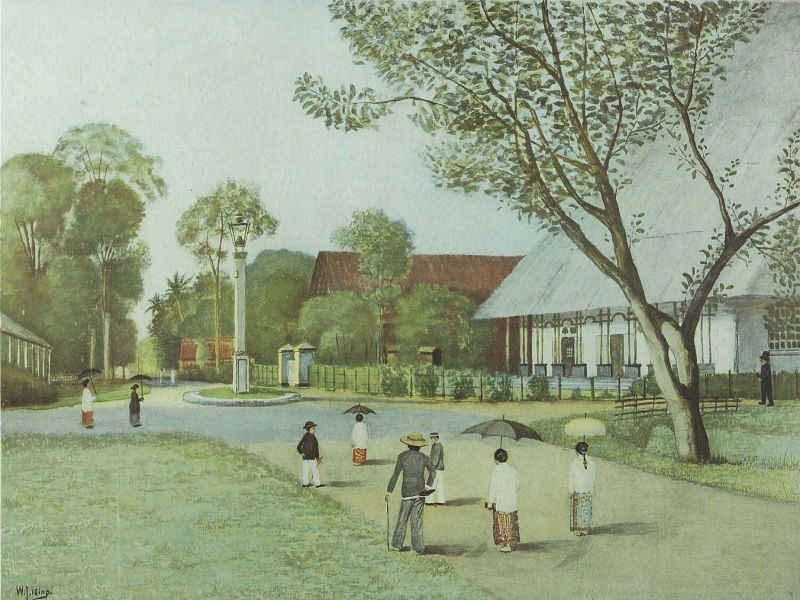
Plaat uit de door Zondervan beschreven serie 'Insulinde in woord en beeld'

Henri Zondervan (Maastricht, 19 juni 1864 - Auschwitz, 24 september 1942) was een Nederlands auteur van Joodse afkomst.

## Leven
Zondervan was de jongste zoon van Benedictus Zondervan en Johanna Wolf. Na de hogereburgerschool te hebben doorlopen, ving hij een mo-lerarenopleiding aardrijkskunde en geschiedenis aan. Deze laatste zou ten dele zijn gefinancierd door zijn oudere broers. Hij werd leerkracht aardrijkskunde in achtereenvolgens Bergen op Zoom, Warffum en Groningen (Rijkshogereburgerschool). In 1930 ging hij met pensioen.
In 1901 trouwde hij met zijn volle nicht Bertha Zondervan. Het koppel kreeg twee kinderen.
Zondervan was auteur van verscheidene artikels voor onder meer de KNAG en tevens hoofdredacteur van de derde en vierde herziene editie van de Winkler Prins Encyclopedie. Hij schreef verscheidene boeken en voorzag de schoolplaten 'Insulinde in woord en beeld' en 'Europa in woord en beeld' van tekst.
Tijdens de Tweede Wereldoorlog wenste hij niet onder te duiken met zijn familie en werd hij in 1942 naar Auschwitz afgevoerd, waar hij stierf.

## Beknopte bibliografie
- Allgemeine Kartenkunde: ein Abriss ihrer Geschichte und ihrer Methoden (1901)
- Winkler Prins' Geïllustreerde Encyclopaedie (derde editie, 16 dln., 1905-1912)
- Winkler Prins' Geïllustreerde Encyclopaedie (vierde editie, 16 dln., 1914-1922)
- Het Spel bij dieren, kinderen en volwassen menschen (1928)
- Nederlandsche Algemeene Ancyclopaedie een deel (1931-1934)

- Digitale Bibliotheek voor de Nederlandse Letteren: zond007
- Gemeinsame Normdatei: 117013315
- International Standard Name Identifier: 0000 0003 7007 7743
- Library of Congress Control Number: no2002065800
- Nederlandse Thesaurus van Auteursnamen: 072515996
- Système universitaire de documentation: 143186183
- Virtual International Authority File: 32762889
- WorldCat: E39PBJp9m6jRr3DVF6D6Myth73